# نيكولاس بايزا
نيكولاس بايزا (بالإسبانية: Nicolás Eduardo Baeza Martínez)‏ هو لاعب كرة قدم تشيلي في مركزي الدفاع والوسط، ولد في 1997 في كونثبثيون في تشيلي. لعب مع هواتشيباتو.